# Rutherford Falls
Rutherford Falls es una comedia de situación estadounidense de 2021. Fue creada por Ed Helms, Michael Schur y Sierra Teller Ornelas.